# Смоленський (Світлинський район)
Смоле́нський (рос. Смоленский) — селище у складі Світлинського району Оренбурзької області, Росія.

## Населення
Населення — 18 осіб (2010; 98 у 2002).
Національний склад (станом на 2002 рік):
- росіяни — 58 %